# Encoded Archival Description
Encoded Archival Description (EAD) is een internationale XML-standaard voor het markeren van archiefinventarissen.
Deze standaard maakt het voor archieven, musea, bibliotheken en andere digitale opslagplaatsen mogelijk om de data op te sommen en zo te beschrijven dat die machine-leesbaar wordt. Hierdoor wordt onderliggende data makkelijker te doorzoeken en te onderhouden voor uitwisseling. Soms spreekt men van Encoded Archival Description Document Type Definition (EAD DTD). Van het EAD 2002 schema zijn 2 syntaxis beschikbaar: EAD RNG (Relax NG Schema) en EAD XSD (W3C Schema).

## Geschiedenis
De EAD standaard is in 1993 ontworpen bij de Universiteit van Californië - Berkeley met als doel om een standaard beschrijving van data in archieven te creëren. Vergelijkbaar aan de MARC standaard voor bibliografische data.
Versie 1.0 was in 1998 gereed. Versie 2 komt uit 2002 (EAD 2002). In augustus 2015 verscheen versie 3.